# أولاد التومي (أولاد يرو)
أولاد التومي هو دُوَّار يقع بجماعة اصعادلا، إقليم آسفي، جهة مراكش آسفي في المملكة المغربية. ينتمي الدوّار لمشيخة أولاد يرو التي تضم 11 دوار. يقدر عدد سكانه بـ 100 نسمة حسب الإحصاء الرسمي للسكان والسكنى لسنة 2004.

## روابط خارجية
- البوابة الوطنية للجماعات الترابية
- المندوبية السامية للتخطيط